# Sigfrid Grundeis
Sigfrid Grundeis   (Leipzig, 14 de juny de 1900 - Leipzig, 12 de febrer de 1953), va ser un pianista i professor de piano alemany. Va ser conegut internacionalment, sobretot com a intèrpret de Franz Liszt.

## Biografia
Després d'assistir a l'escola, va realitzar un aprenentatge com a fabricant d'harmònium. Al mateix temps, va començar a interessar-se pel piano i va rebre les seves primeres classes de piano als 14 anys. A més del seu treball d'aprenent, va practicar el piano 8 hores al dia. Als 18 anys es va presentar a Josef Pembaur al Conservatori Reial de Leipzig i va ser acceptat per ell com a estudiant. Aquí va fer el seu examen de solista el 1921. Quan Pembaur es va traslladar a Múnic el mateix any a l '"Acadèmia Estatal de Tonkunst - Hochschule für Musik", el va seguir Grundeis. Aquí va fer el seu examen de classe magistral el 1922.
Després d'això, el 1923, ell mateix va ser professor universitari i va oferir els seus primers concerts. En el seu primer recital de piano va tocar tots els estudis de Frédéric Chopin, un programa que encara avui pocs pianistes s'atreveixen a fer. Als prop de 30 anys va fer els primers enregistraments de vinil per als millors segells de l'època Odeon i "Gloria" (Carl Lindström AG) a Berlín SO36. El mateix any va ser nomenat professor. Va romandre a Múnic fins al 1931. Després va exercir la càtedra de piano al "Le Konz" de Leipzig.
Els anys 30 van ser els més reeixits per a Sigfrid Grundeis com a virtuós del piano, principalment en els pianos de cua de Blüthner. També va ser molt apreciat internacionalment a través de les seves gires de concerts per tot Europa. El 1935 va ser nomenat pianista de la cort pel príncep Wilhelm von Hohenzollern. Al "Concours Eugène YsaŸe" (actual Concours Musical Reine Elisabeth) de Brussel·les el 1938, que va guanyar a Emil Guílels, Grundeis va formar part del jurat. Va rebre el títol d '"Officier de L'Ordre de la Couronne".
Sigfrid Grundeis no va estar obligat a servir a la guerra el 1939 a causa d'una malaltia cardíaca. Es va unir al NSDAP en relació amb la prova que el nom de Grundeis no era jueu. El 1947 va ser suspès del servei a causa de la seva pertinença al NSDAP (en el que llavors era la zona est). Quan se li va aconsellar unir-se al KPD (abans de la fundació de la RDA), es va negar categòricament. Després de la seva rehabilitació el 1947 fins a la seva mort, va exercir de professor a la Universitat Estatal de Música i Teatre de Halle / Saale, fundada el 1947. Allà va impartir la classe magistral de piano.
També va ensenyar a la "Hochschule für Musik Leipzig". Un dels seus estudiants allà en aquell moment era Kurt Masur, juntament amb altres destacats futurs artistes de 1946 a 1948. El conegut pianista i professor de piano Bernhard Böttner (1924–2013) també va ser alumne de Grundeis. Sigfrid Grundeis ja havia signat un nou contracte per a una càtedra a Múnic, però va morir sobtadament i inesperadament després d'una operació el 12 de febrer de 1953 a Leipzig.
A la zona d'entrada de la Villa Lehmann a Halle, antiga seu de la Universitat Estatal de Teatre i Música, que va existir fins al 1955, hi ha una placa commemorativa que commemora l'obra del gran intèrpret de Liszt, Grundeis.